# Nikolsker Vorstadt
| Nikolsker Vorstadt Микільська слобідка | Nikolsker Vorstadt Микільська слобідка |
| Blick auf die Nikolsker Vorstadt       | Blick auf die Nikolsker Vorstadt       |
| -------------------------------------- | -------------------------------------- |
| Ortsteil von                           | Kiew                                   |
| Rajon                                  | Dnipro                                 |

Die Nikolsker Vorstadt (russisch Никольская слободка Nikolskaja slobodka, ukrainisch Микільська слобідка Mykilska slobidka) war ein Stadtteil der Stadt Kiew am linken Ufer des Dnepr. Sie befand sich zwischen der heutigen Stepan-Safaidka-Straße und der Kachowski-Straße. Zum Zeitpunkt ihrer Entstehung gehörte die Vorstadt zum Slobidskij-Rajon, das linke Dneprufer wurde jedoch bis 1923 Gouvernement Tschernigow verwaltet. Von 1923 bis 1927 war die Vorstadt Teile des Rajons Browary des Kiewer Bezirks. Danach gehörte die Siedlung zunächst zum Rajon Podol. 1935 wurden die Gebiete auf dem linken Dneperufer im neu gegründeten Darnizkij-Rajon zusammengefasst.

## Geschichte
| \| Nikolsker Vorstadt \| |
| Lage der Vorstadt        |
| Nikolsker Vorstadt       |

Die Siedlung war ab dem 15. Jahrhundert als halbfürstliches Land bekannt. Seit 1508 gehörte die Siedlung dem Pustynno-Nikolajewski-Kloster in Kiew-Petschersk, von dem sie auch ihren Namen erhielt. Sie lag auf dem linken Ufer des Dneprs an der Chaussee nach Browary ostwärts der Russanow-Bucht der Dessjonka.
Ab dem 18. Jahrhundert entwickelte sich die Siedlung zu einer Arbeitersiedlung, hauptsächlich für die Beschäftigten des Kiewer Arsenals. Beim Frühjahrshochwasser 1877 veränderte sich der Flusslauf deutlich, aus der Bucht wurde ein breiter Flussarm, der sich drei Kilometer weiter südlich wieder mit dem Hauptstrom vereinte. Die Nikolsker Vorstadt lag nun direkt am neugebildeten Russanow-Seitenarm.
Im Jahre 1903 wurde die Vorstadt Verwaltungszentrum des Wolost Nikolski-Slobodksi im Ujesd Osterski des Gouvernement Tschernigow. 
Die Siedlung bestand aus den drei Stadtvierteln Brandstätte (Пожарища), Hinter dem Friedhof und Datschnaja. 1910 lebten in  der Vorstadt 11.881 Menschen, es gab 1.313 Wohngebäude, 10 Industriebetriebe, 26 Geschäfte sowie 20 Restaurants und Teehäuser. Im Jahr 1919 wurde die Nikolsker Slobodka als eigenständiger (XX) Kiewer Bezirk ausgewiesen,
1923 in die Stadt Kiew eingemeindet. 
Während der deutschen Besatzung Kiews im Zweiten Weltkrieg niedergebrannt, wurde die Vorstadt in den 1970er Jahren endgültig abgerissen und der Liwobereschnyj-Wohnkomplex (Лівобережний масив Liwobereschnyj massyw) errichtet.
Eine gewisse Bekanntheit erlangte die Nikolsker Vorstadt dadurch, dass in der Kirche der Siedlung 1910 Nikolai Gumiljow und Anna Achmatowa heirateten.

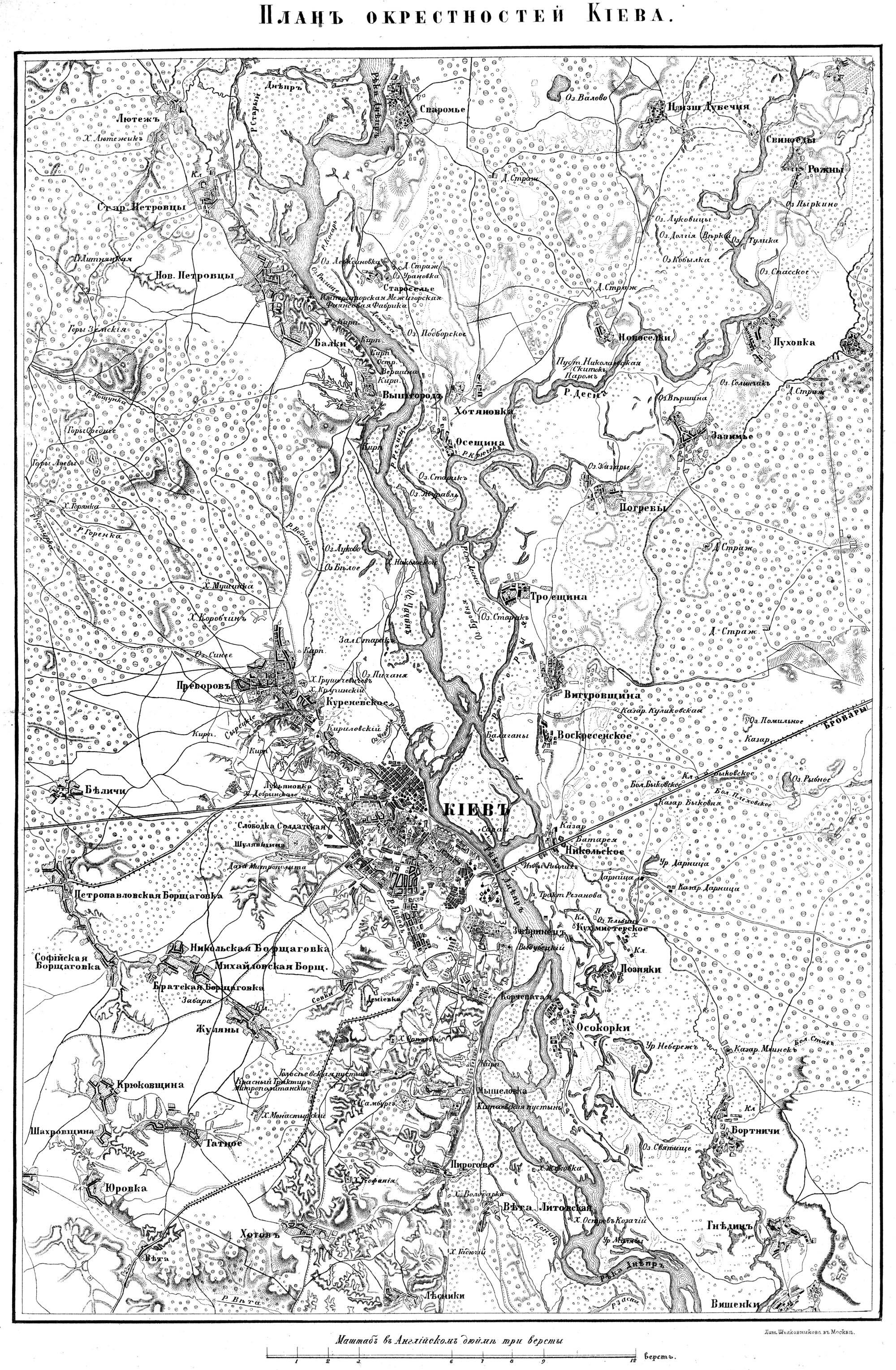
Karte von Kiew und Umgebung, 1850, die Vorstadt liegt an der Chaussee nach Browary an der Russanow-Bucht
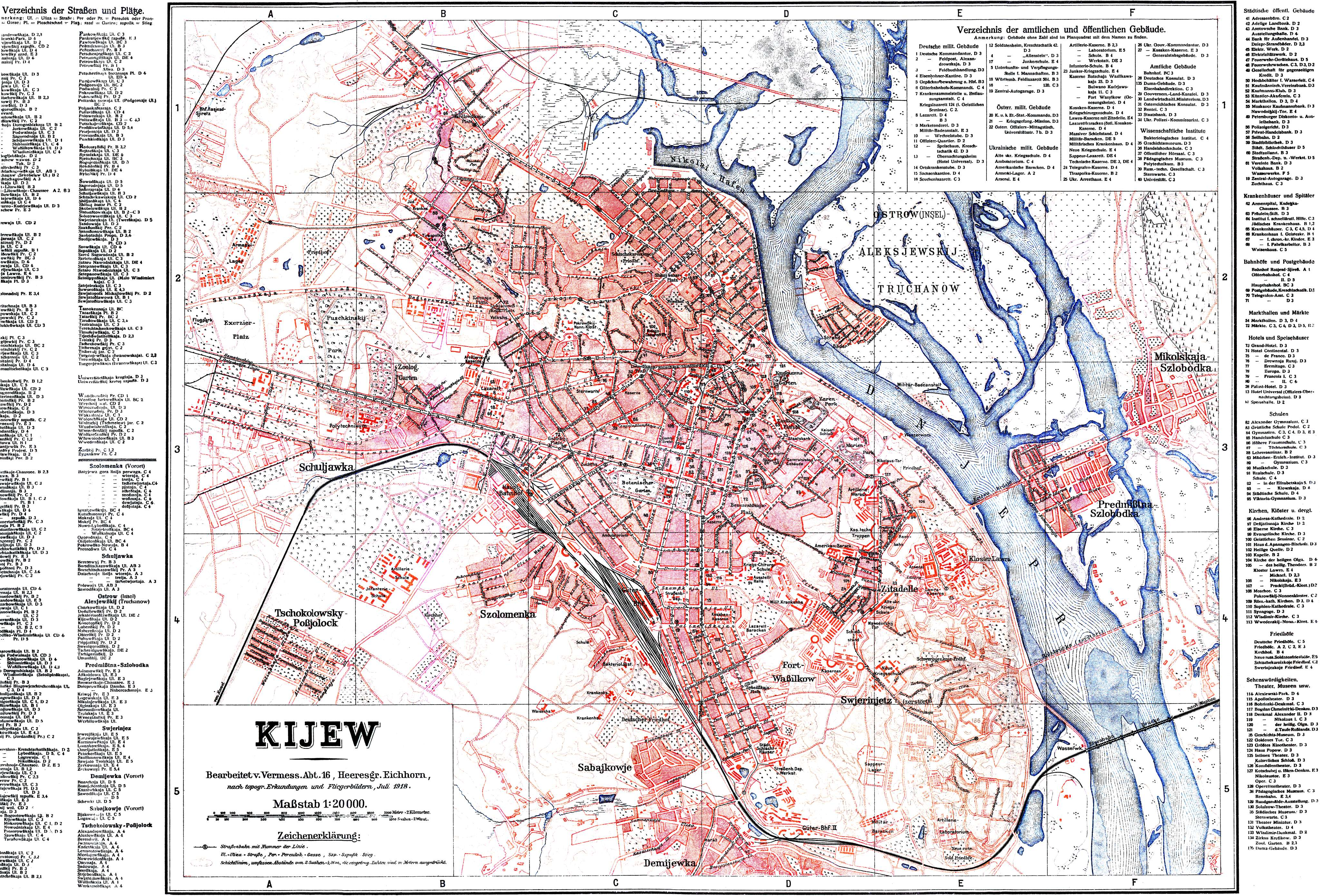
Karte von Kiew aus dem Jahre 1913, die Nikolsker Vorstadt liegt im Planquadrat F3
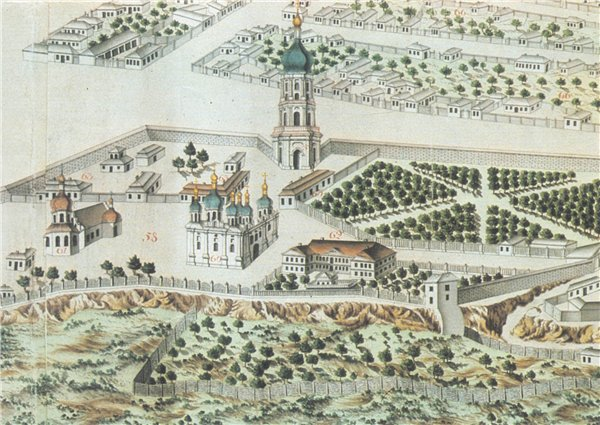
Die Nikolsker Vorstadt im Jahre 1783
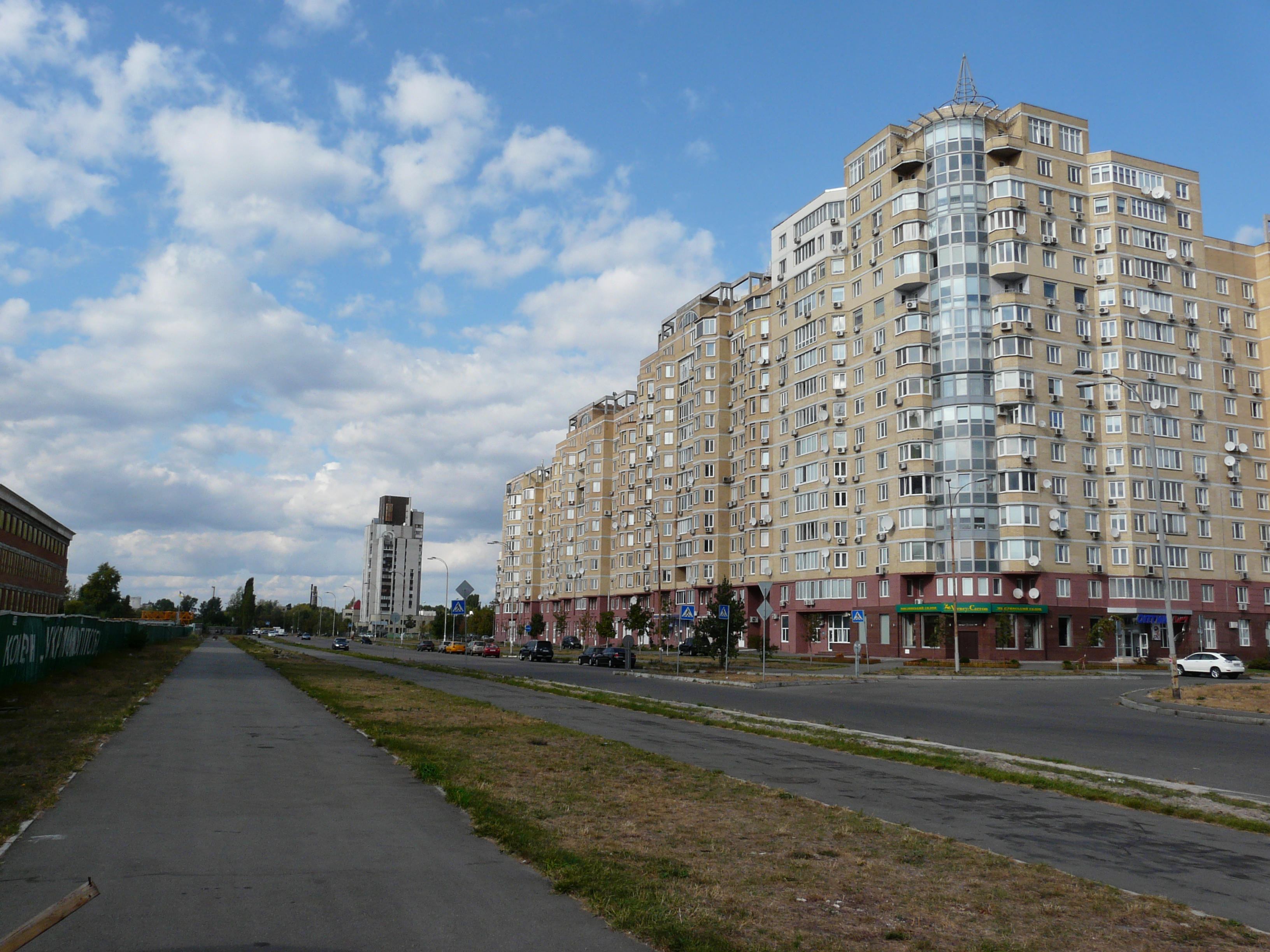
Die Mikolsko-Slobidskaja-Straße liegt heute auf dem Gebiet der damaligen Nikolsker Vorstadt